# 草津市立図書館
草津市立図書館（くさつしりつとしょかん）は、滋賀県草津市の公共図書館の総称。草津市立図書館（本館）と草津市立南草津図書館の2館からなる。

## 歴史

### 図書館未設置時代
1957年（昭和32年）には滋賀県立図書館の移動図書館車が草津市にも巡回を開始した。
1970年（昭和45年）5月、草津市民会館の2階に図書室が設置された。1973年（昭和48年）6月時点の蔵書数は約6500冊であり、同時点では一日に約30人の利用者があった。1973年（昭和48年）6月20日、草津市独自の移動図書館車「わかくさ号」が運行を開始した。滋賀県においては彦根市に次いで2番目に移動図書館車の運行を開始した自治体である。滋賀県立図書館が運行する移動図書館車と比べて、ステーション数は2か所から18か所に増加し、巡回頻度は2か月に1回から1か月に1回に増加した。

### 滋賀県における図書館活動
かつて滋賀県は図書館後進県とされていたが、1975年（昭和50年）頃から県庁による図書館行政が活発化した。1978年（昭和53年）には滋賀県における戦後初の図書館として守山市立図書館が設置され、1970年代末には野洲町立図書館と今津町立図書館も開館した。
1980年（昭和55年）3月には滋賀県図書館振興対策委員会が「図書館振興に関する提言」を行い、この提言に基づく補助施策で図書館の設立が活発化した。1980年（昭和55年）7月10日に日野市立図書館館長として実績を残した前川恒雄を館長とする滋賀県立図書館が開館。1981年（昭和56年）には大津市立図書館が、その後長浜市立図書館も開館している。

### 図書館の開館とその影響

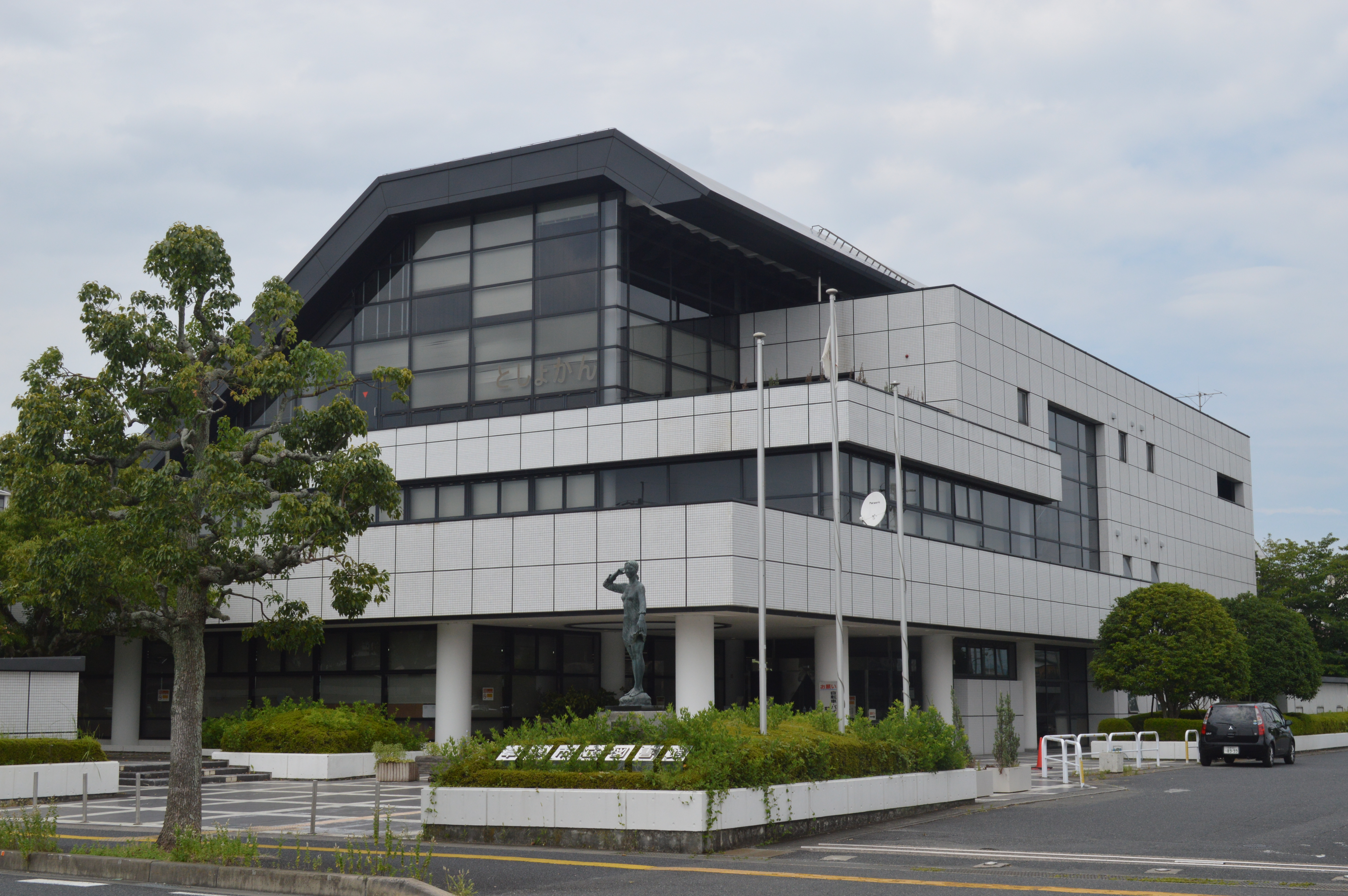
草津市立図書館

1980年（昭和55年）2月22日には図書館・資料館建設準備委員会が初めて開催され、1981年（昭和56年）10月には図書館の建設用地取得交渉がまとまった。1982年（昭和57年）4月1日には市立図書館開設準備室が設けられ、同月には市立図書館基本計画が発表された。コンペ方式で設計者が選定され、同年6月には建設工事に着工した。
1983年（昭和58年）6月30日に開館式が行われ、7月1日に草津市立図書館が開館した。開館式には武村正義滋賀県知事なども参列している。滋賀県にある7市の中で最も後発の図書館である。京都大学附属図書館に勤務していた武内隆泰が館長に就任したが、武内は滋賀県の自治体では初めて他府県から専門職館長として招聘された人物だった。それまで図書館長には、司書資格を持たない行政職員または元高校長などが就任することが多かった。
開館時の蔵書冊数は約3万冊である。開館にあたって点字図書150点を購入し、視覚障害者サービスを始めた。開館時から図書の貸出・返却のためにコンピュータが導入された。開館から1か月の貸出冊数は50,105冊だったが、これは公民館図書室時代の1年分を越える数字だった。
1984年（昭和59年）5月、移動図書館車「わかくさ号」の巡回を開始した。1984年（昭和59年）には住民1人あたり貸出冊数が5.4冊となったが、これは当時の滋賀県でトップレベルの数字であり、専門職館長を配置することの効果が実証された。草津市立図書館の成功を受けて、1985年（昭和60年）7月に開館した八日市市立図書館も専門職館長の西田博志を招いている。草津市立図書館や八日市市立図書館が目覚ましい実績を上げた結果、滋賀県内の図書館未設置自治体でも図書館の建設を求める機運が高まっていった。
1991年度（平成3年度）には初めて司書の採用試験を実施し、1995年（平成7年）までに5人の司書を採用した。1993年（平成5年）8月11日、図書館開設10周年記念行事として東洋大学教授の石井敦と前川恒雄の対談を開催した。
2001年（平成13年）10月にはインターネットでの蔵書検索サービスを開始した。2002年（平成14年）1月には湖南3市2町（草津市、守山市、栗東市、野洲町、中主町）の公立図書館・図書室の蔵書横断検索システムを公開し、同年4月には湖南3市2町の広域貸出サービスを開始した。2002年（平成14年）4月、草津市立図書館が「子どもの読書活動優秀実践図書館」として文部科学大臣表彰を受けた。

### 南草津図書館の開館後
2002年（平成14年）7月18日、JR琵琶湖線（東海道本線）南草津駅前のフェリエ南草津5階に分館の草津市立南草津図書館が開館した。開館時の蔵書数は一般書約4万冊、児童書約2万冊、閉架書庫約4万冊。
2003年（平成15年）6月から7月には、開館1周年記念行事として長谷川義史作『おじいちゃんのおじいちゃんのおじいちゃんのおじいちゃん』の原画展、長谷川らによるトークショーなどが開催された。
2010年（平成22年）4月、南草津図書館が「子どもの読書活動優秀実践図書館」として文部科学大臣表彰を受けた。2014年（平成26年）4月には草津市立図書館が「子どもの読書活動優秀実践図書館」として文部科学大臣表彰を受けている。
2010年（平成22年）には全3回の草津市図書館の運営を考える懇話会が開催され、草津市に対して「図書館の専門業務は委託しない」「図書館協議会の設置」という提言がなされたことで、2011年（平成23年）9月には草津市図書館協議会が設置された。
2012年（平成24年）10月には南草津図書館10周年記念講演会を開催し、2013年（平成25年）11月には草津市立図書館30周年記念講演会を開催した。2012年（平成24年）時点の貸出数は約120万冊であり、滋賀県の市町村立図書館の中で最多だった。
2015年（平成27年）10月には雑誌スポンサー制度を開始した。同時に移動図書館車の運転を外部に委託している。
2018年（平成30年）10月には図書館システムを更新し、ICタグによる書籍管理や自動貸出機の導入を実施した。本が上下に重なった状態でも一気にバーコード読み込みが可能となったため、2019年（平成31年）1月には複数の本を詰め込んだ福袋による貸出サービスを実施した。
2020年（令和2年）3月には「草津市の図書館運営計画 2020-2024後期計画」を策定した。2020年（令和2年）4月14日から5月19日には、新型コロナウイルス感染症の流行が理由で長期臨時休館した。
2022年（令和4年）7月17日に、南草津図書館20周年を記念して、新しく児童書や書架等を購入し、InstagramやTikTokで人気の小説紹介クリエーターけんごさんの講演会が開催された。
2023年（令和5年）には、草津市立図書館（本館）40周年を記念して、新しく児童書や書架等を購入したほか、7月からスマートフォン用の図書館アプリ「くさつLib-mile（リブミル）」を導入。8月6日に絵本作家のさいとうしのぶさんのワークショップ＆絵本ライブが開催された。11月3日には、40周年記念セレモニーを行い、団体への感謝状贈呈や新しい移動図書館車あおばな号のお披露目、屋外読書スペースの公開、東京大学教授の酒井邦嘉さんによる記念講演会「脳を創る読書」が開催された。

## 各館

### 草津市立図書館

#### 施設
1983年（昭和58年）7月1日開館。草津は近世に東海道草津宿があった町であり、草津市立図書館の建物の屋根は草津宿本陣をモチーフとしている。大屋根には強化ガラスが貼られ、冷暖房のためのソーラーパネルが設置された。
市の中心に位置し、全市域での図書館の中核として、南草津図書館、各学校図書館、市内関係機関と連携した全市域での図書館サービスを目指している。
フロア案内
鉄筋コンクリート造、地上3階建である。
- 1階
  - 開架室 - 824.63㎡
  - 福祉コーナー - 48.51㎡
  - 書庫 - 55.44㎡

- 2階
  - 参考資料室 - 185.43㎡
  - 視聴覚室 - 90.45㎡
  - 閉架書庫 - 84.36㎡

- 3階
  - 大会議室 - 202.49㎡
  - 貴重書保管庫 - 39.24㎡

#### 田畑忍文庫
1994年（平成6年）10月には、草津市出身の憲法学者である田畑忍（元同志社大学学長）の遺族から、著書や蔵書計4,846冊が寄贈されたことで、1995年（平成7年）6月11日には「田畑忍文庫」が開設された。開設式には衆議院議長の土井たか子や憲法学者の上田勝美らが列席している。
田畑から憲法・政治・哲学に関する文献が多数寄贈されたことで、1995年（平成7年）からは草津市民憲法講座を開催しているが、公共図書館としては全国的に見ても例がない講座とされる。2007年（平成19年）2月17日、土井たか子と上田勝美が対談する憲法講座が開催された。

### 南草津図書館
2002年（平成14年）7月開館。JR草津駅前の行政・商業施設の複合ビル フェリエ南草津5階に入居している。
南草津駅前の立地を活かした地域館として、市民が通勤・通学、買い物の途中で気軽に立ち寄れる身近な図書館サービスを目指している。また、子育て支援の機能を充実し、こども同士や保護者同士での交流も含めたこども向けサービスの充実。学生ニーズを把握し、ボランティア活動や交流の場の提供を意識した学生サービスの実施を目指している。。

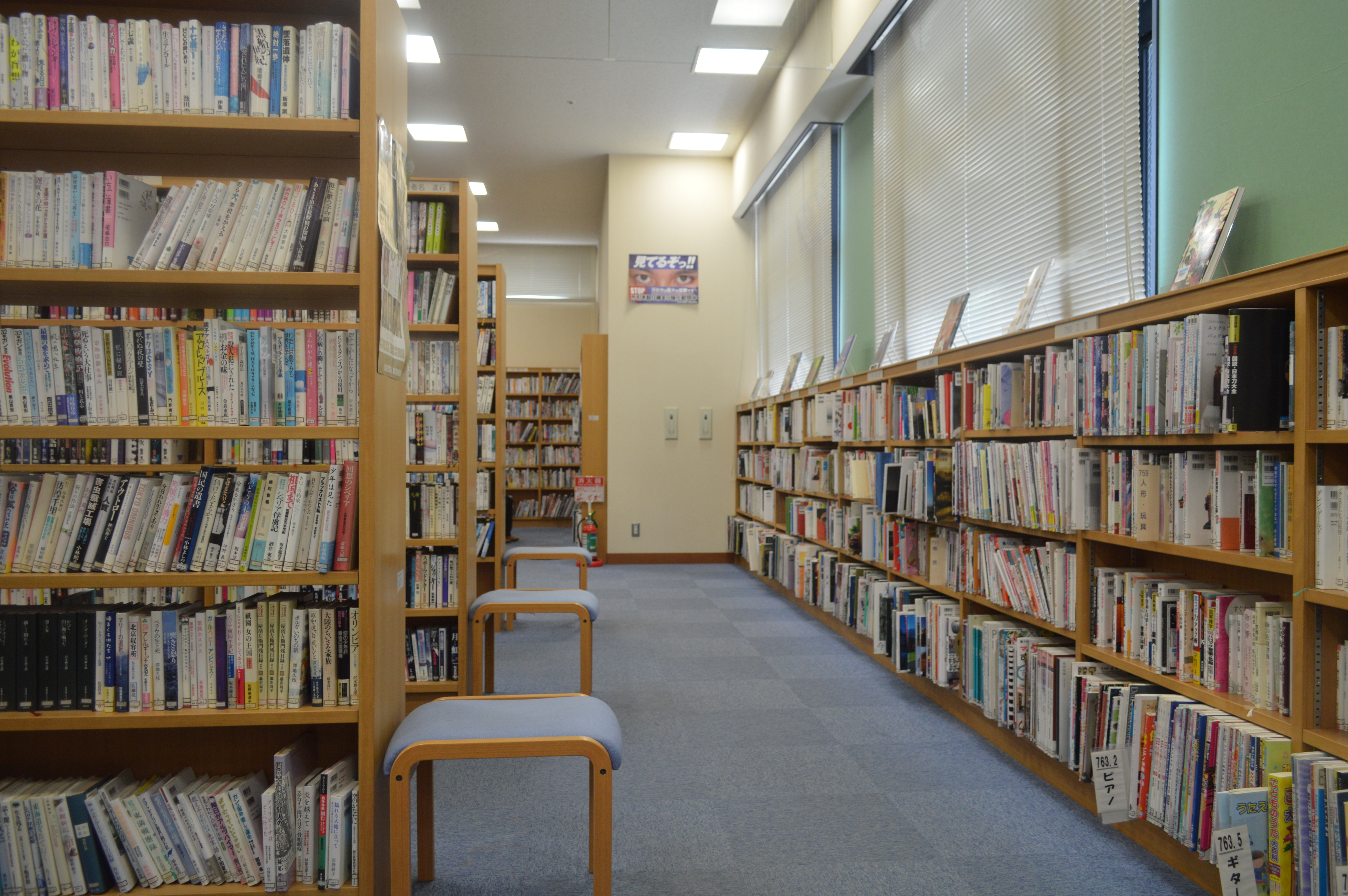
一般書
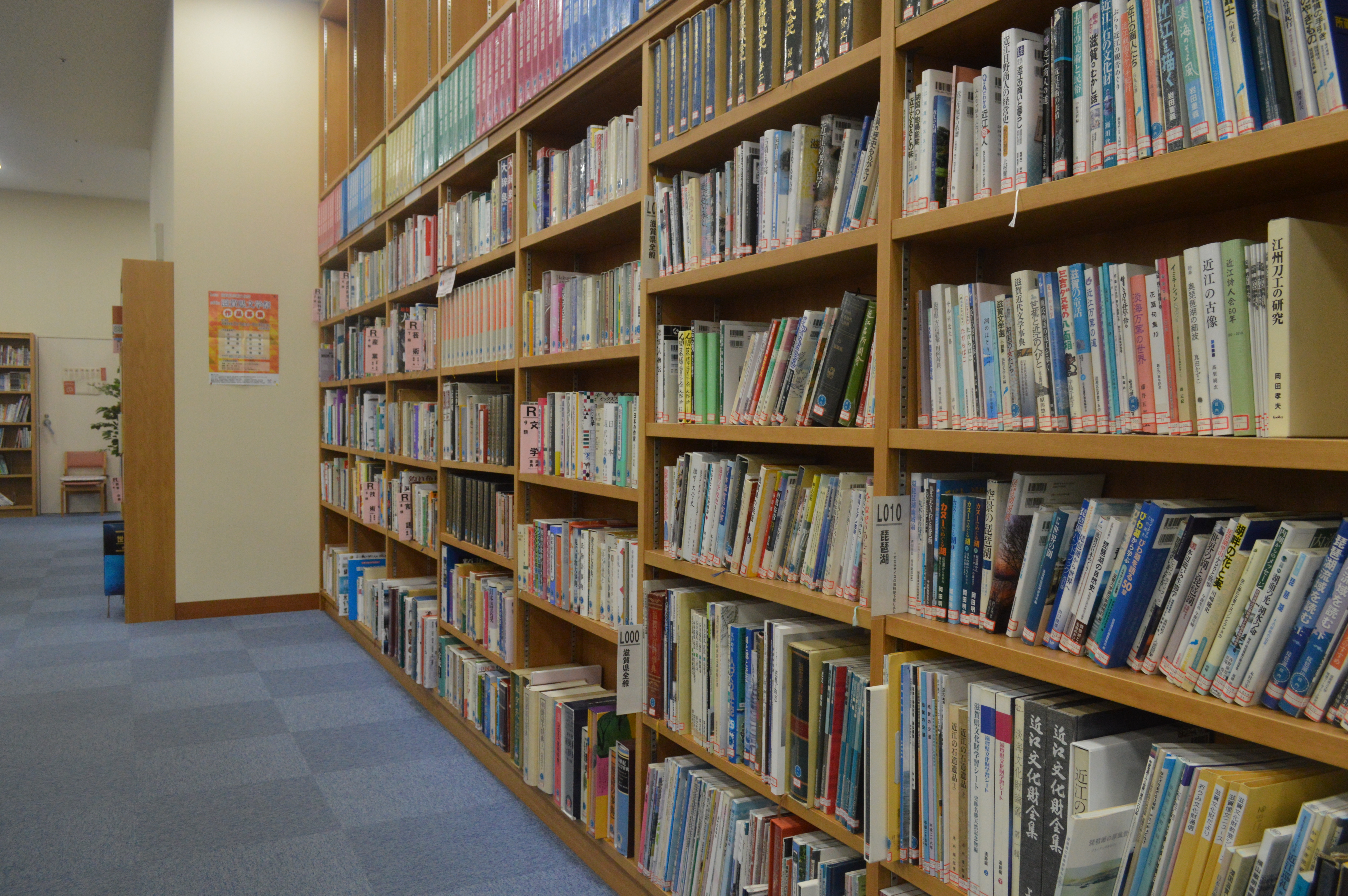
郷土資料
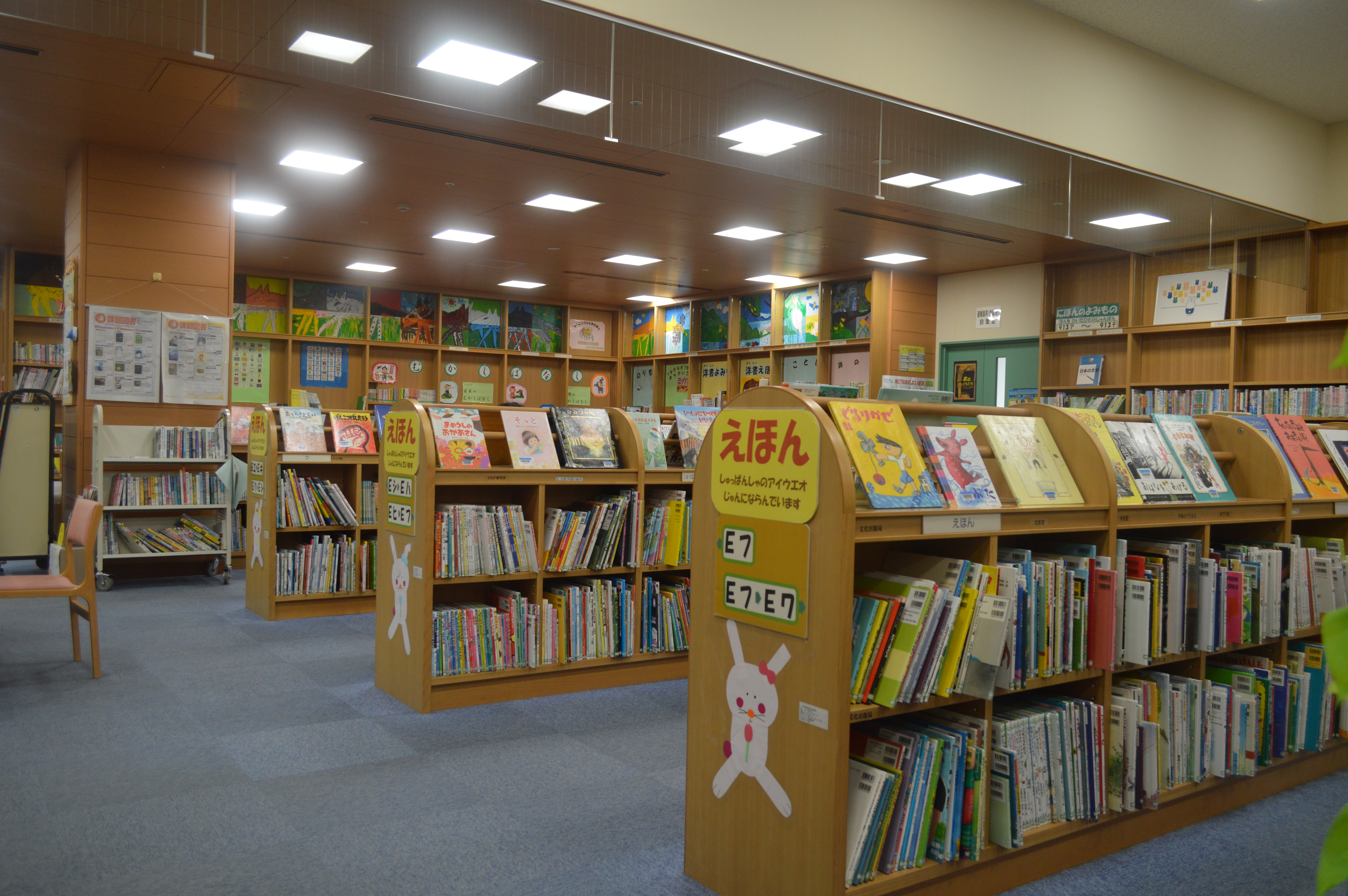
絵本
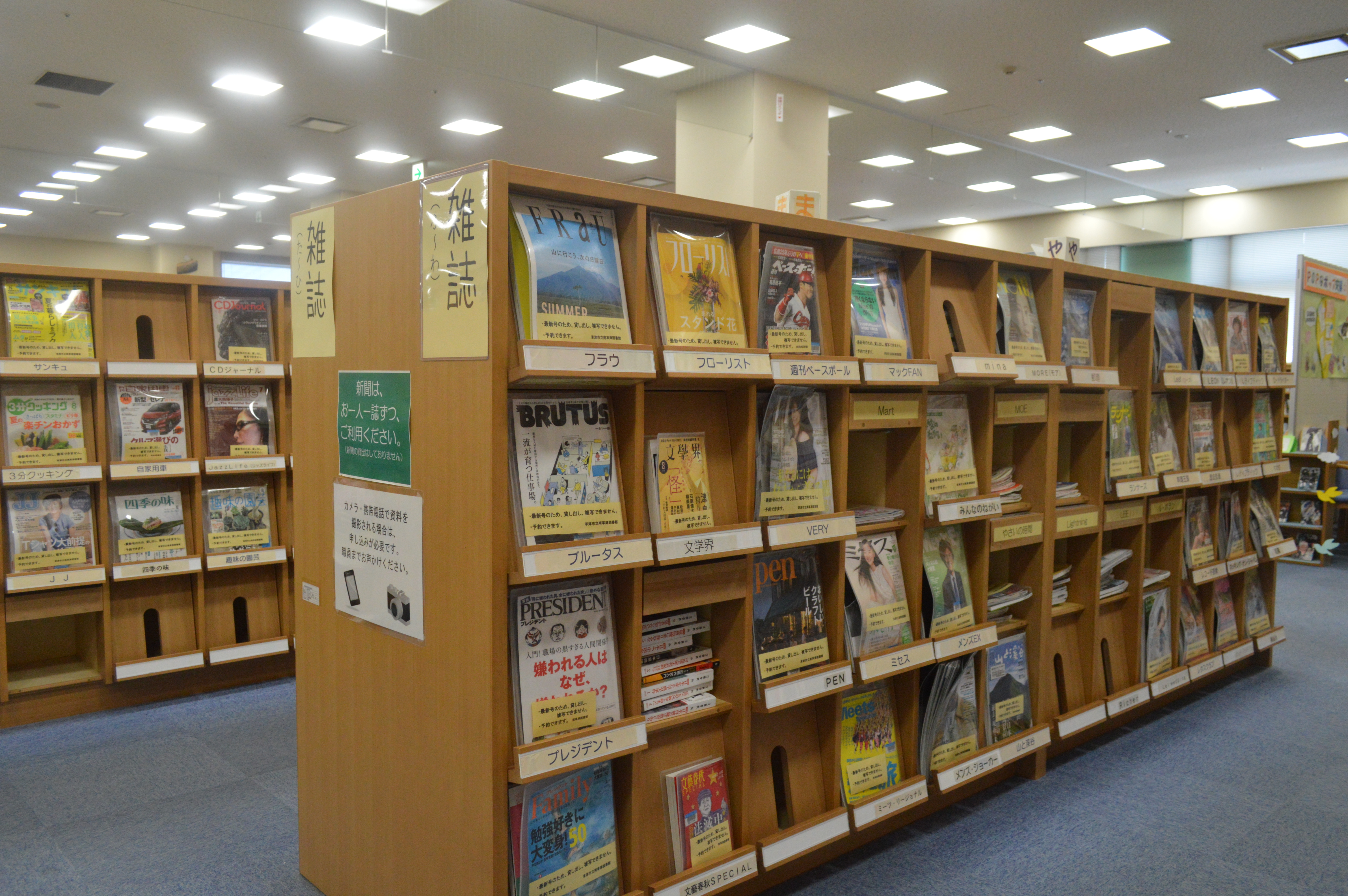
雑誌

## 利用案内
草津市立図書館（本館）
- 開館時間: 水曜日から月曜日までの午前10時から午後6時まで
- 休館日: 毎週火曜日 その他の休館日は祝日・毎月最終水曜日・特別整理期間・年末年始（12月28日から1月4日）図書館開館カレンダー
- 所在地: 滋賀県草津市草津町1547番地
- アクセス: JR琵琶湖線（東海道本線）・草津線草津駅西口下車、徒歩約20分。同駅から草津市コミュニティバス「まめバス」商店街循環線および山田線（草津駅北山田循環または草津駅木ノ川循環）で「図書館前」停留所下車、徒歩すぐ。

南草津図書館（南館）
- 開館時間: 火曜日から日曜日までの午前10時から午後8時まで
- 休館日: 毎週火曜日 その他の休館日は祝日・毎月最終水曜日・特別整理期間・年末年始（12月28日から1月4日）図書館開館カレンダー
- 所在地: 滋賀県草津市野路一丁目15番5号 フェリエ南草津5階
- アクセス: JR琵琶湖線南草津駅東口すぐ

全体
- 館外貸出[23]
  - 利用貸出券（貸出カード）の作成が必要。草津市在住・通勤・通学者、近接する守山市・栗東市・野洲市在住者が作成可能。
  - 利用貸出券は、本館、南草津図書館、移動図書館（わかくさ号）で共通に利用可能。
  - 利用貸出券作成については、本人が住所を確認できる書類（免許証、保険証等。通勤者は勤務先住所を確認できる書類）を持って来館する必要あり。事情により本人が来館できない場合は指定の委任状の提出が必要。